# Boix comú
El boix comú (Buxus sempervirens) és una espècie d'angiosperma de la família Buxaceae freqüent als Països Catalans. És una espècie nadiua d'Europa, Nord d'Àfrica, Caucas i Àsia Menor.

## Noms comuns
Buxus sempervirens rep diversos noms comuns en català: boix, boix comú, boix blanc, boix mascle, boixos, buix, buixo, buixerolla.

## Etimologia
El seu nom binomial es format per l'epítet genèric Buxus que prové directament del llatí buxus derivat al seu torn del grec πύξος /pyxos/, que són els noms que rebia l'arbust. Ambdós mots provenen d'un préstec lingüístic d'alguna llengua de l'Àsia Menor. L'epítet sempervirens és un mot compost provinent de les paraules llatines semper (sempre) i virens (verd), és a dir, que sempre està verd.

## Morfologia

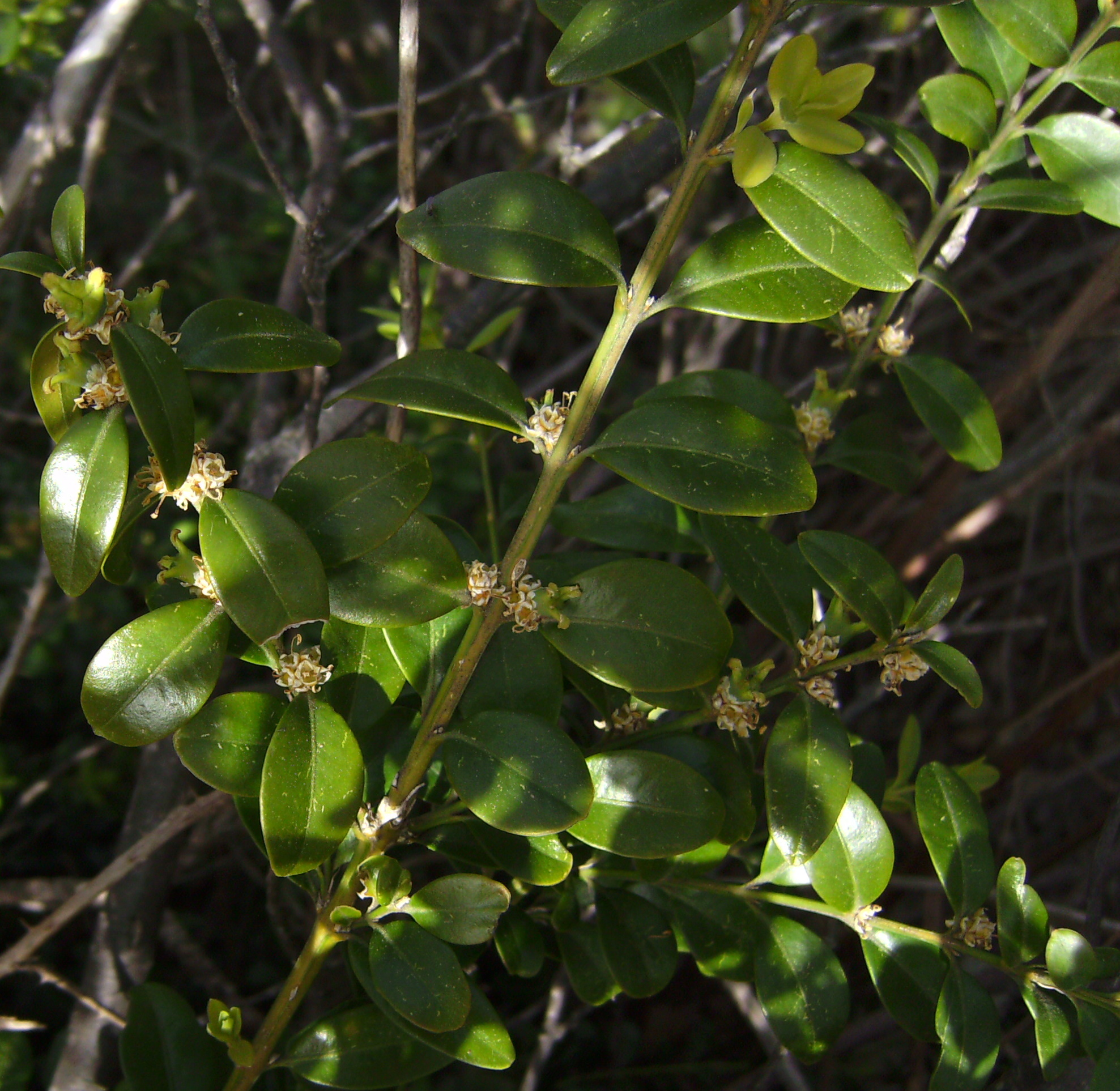
Branca de boix al final de la florida a Castelltallat

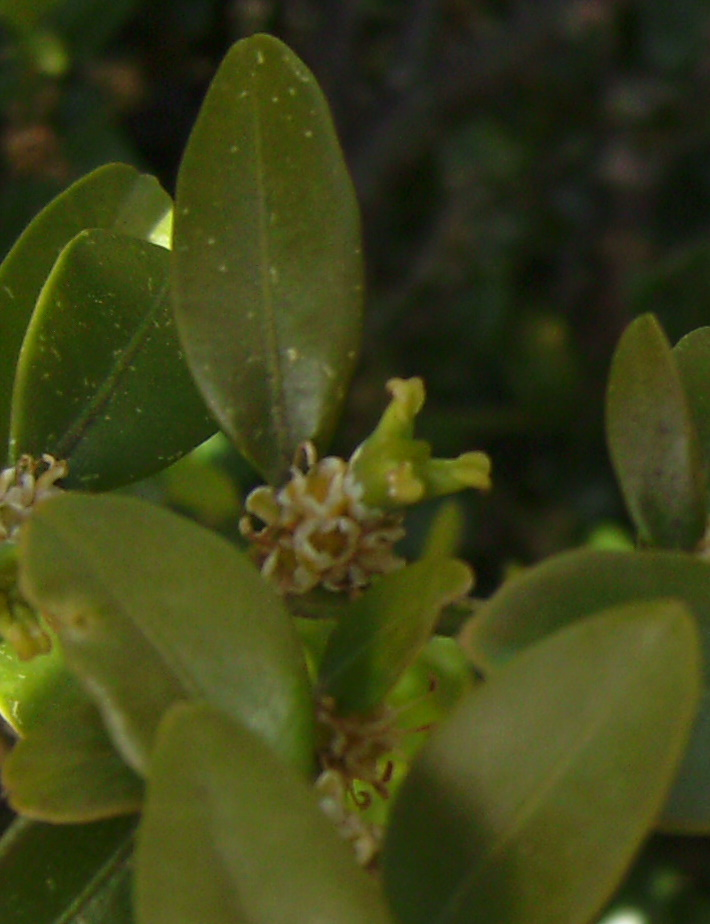
Càpsula trilocular encara verda del boix comú

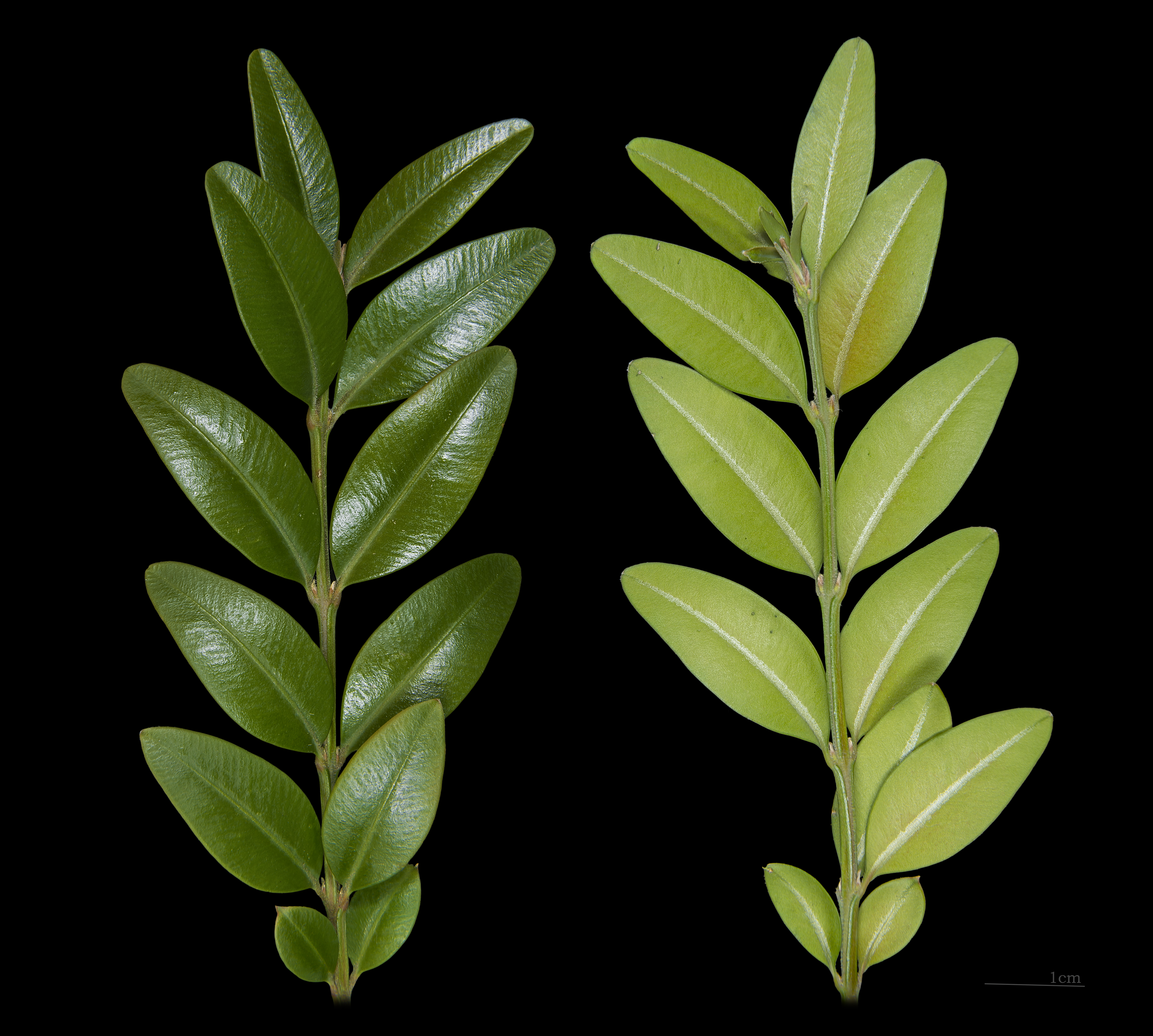
Detall de les fulles

Nanofaneròfit monoic amb port arbustiu. Acostuma a fer d'1 a 5 metres d'alt per 1,5 metres d'ample. És de fullatge persistent, amb fulles d'1,5 a 3 cm de longitud, oposades, curtament peciolades, coriàcies, glabres lluents a l'anvers, ovades i enteres, verdes tot l'any (a l'hivern sovint vermelloses). Les flors masculines són sèssils amb quatre estams. Floreix de març a abril. La fructificació és de maig a juny. Fruit en càpsula ovoide trilocular, conegut com olletes, amb 6 llavors negres i brillants, acabat en 2-4 apèndixs superiors. Tant les fulles com els fruits són verinosos per als humans. La fusta és groguenca i molt dura, i tan densa que no sura. És de lent creixement i fa anys s'explotava molt la seva fusta.

## Cultivar
Creix en qualsevol terra fèrtil i ben drenat. És un arbust que prefereix l'ombra lleugera, exposar-la al sol pot resultar en un fullatge opac o cremat en sòls secs. És necessari regar-lo regularment mentre s'estableix. El boix és resistent a les baixes temperatures, però no al congelament, també tolera les sequeres
La poda de renovació es pot fer a finals de primavera. Utilitzeu mantell i un fertilitzant general després d'una poda forta.
L'arbust pot ser susceptible a diverses plages com: a l'eruga del boix, el xuclador de boix, l'escata del musclo i l'aranya vermella. D'igual manera pot patir malalties com la taca de la fulla i a la teia de la caixa.

## Distribució
És una espècie nativa de l'oest i sud d'Europa, nord-oest d'Àfrica, i sud-oest d'Àsia, des del sud d'Anglaterra al nord el Marroc, i del nord de la regió mediterrània fins a Turquia. Buxus colchica de l'oest del Caucas i B. hyrcana del nord de l'Iran i est del Caucas, normalment, es tracten com a sinònims de B. sempervirens.

## Ecologia
Habita en boscs i matollars damunt sòl eutròfic (ric en nutrients), sec amb calç o de vegades silici. A la part submediterrània de l'estatge muntà. De vegades descendeix fins a la terra baixa. Viu dels 100 als 1.900 metres d'altitud. Als Països Catalans, es troba a Catalunya i el País Valencià, però no a les Balears, on a Mallorca i Cabrera es una espècie diferent, el boix baleàric.
Des del 2006 la introducció involuntària de l'eruga del boix (Cydalima perspectalis), una espècie invasora originària d'Àsia, va comença fent molts estralls. Des del 2014 va travessar els Pirineus i les primeres infestacions es van documentar a la Garrotxa.

## Toxicitat
Segons el compendi publicat per l'Autoritat Europea de Seguretat Alimentària en 2012 tota la planta conté substàncies perjudicials per a la salut humana. Presenta alcaloides esteroidals amb grups amino (buxina, ciclobuxina i buxamina) i alcaloides triterpenoidals (diacetilbuxadina i demetilciclomikuranina).
Pot causar còlics per irritació gastrointestinal i, en dosis majors, trastorns nerviosos i respiratoris, per la seua acció sobre el sistema nerviós central. Quan s'aplica de manera tòpica, pot produir dermatitis de contacte.

## Usos
- Fusta molt dura, densa, homogènia, sense cor, emprada per a fer els populars "gravats al boix" i culleres, instruments de vent i altres peces (com el "boixos" de fer puntes de coixí).[16]
- Planta medicinal però també tòxica; la seva escorça conté alcaloides (buxina, parabuxina) de pretesa activitat anti-palúdica i colagoga. Pot provocar l'avortament.[17]
- S'emprava antigament a França com a substitut del llúpol en la fabricació de cervesa, però pel seu contingut en àcid nítric es va desaconsellar des de fa molt i ara no té aplicacions nutricionals.[15]
- Jardineria: a banda del seu ús aïllat, es retallen les plantes i se'ls donen diverses formes geomètriques en l'anomenat art topiari. El boix va ser molt usat en la jardineria francesa del segle xviii seguint una tradició que venia des del temps dels romans.